# 沙韦里亚
沙韦里亚（法語：Chaveyriat，法語發音：[ʃaveʁja]）是法国东部安省的一个市镇，属于布雷斯地区布尔格区。

## 地理
沙韦里亚（46°11'52"N, 5°3'38"E）面积16.87 平方千米，位于法国奥弗涅-罗讷-阿尔卑斯大区安省，该省份为法国东部省份，北起汝拉省，西北接索恩-卢瓦尔省，西接罗讷省和里昂大都会，南至伊泽尔省，东与萨瓦省、上萨瓦省和瑞士接壤。
与沙韦里亚接壤的市镇（或旧市镇、城区）包括：沙诺沙特奈、孔代西亚、梅泽里亚、蒙拉科勒、旺丹、沃纳。

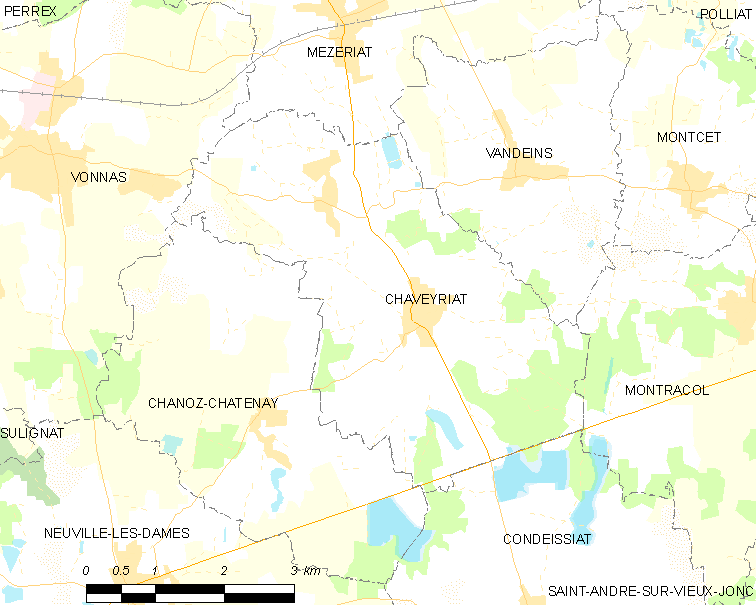
沙韦里亚的OSM定位图

沙韦里亚的时区为UTC+01:00、UTC+02:00（夏令时）。

## 行政
沙韦里亚的邮政编码为01660，INSEE市镇编码为01096。

## 政治
沙韦里亚所属的省级选区为沃纳县。

## 人口

1962-2008年间沙韦里亚人口变化图示

沙韦里亚于2022年1月1日时的人口数量为1057人。